# 아시안 하이웨이 66호선
아시안 하이웨이 66호선(AH66)은 중화인민공화국 신장 위구르 자치구의 카라스 국경 항구에서 출발하여 타지키스탄의 수도인 두샨베까지 이어주는 총 연장 995km의 거리를 가진 국제 간선 도로망이다. 그러나 이 도로는 중국 314번 국도와 연결된다.

## 주요 경유지

### 중화인민공화국
- 카라스 국경 항구

### 타지키스탄
- РБ-04 도로 : 쿨마 고개(영어판) - 무르고프 - 호루그 - 콸라이쿰(영어판) - 바흐다트 - 두샨베 (종점)

## 같이 보기
- 아시안 하이웨이 4호선
- 유럽 고속도로 008호선
- 국도 제314호선 (중국)
- M41 하이웨이